# 塔里木管网蛛
塔里木管网蛛（学名：Filistata tarimuensis）为管网蛛科管网蛛属的动物。在中国大陆，分布于新疆等地，多见于山野荒滩的石隙间或居民点室内。其生存的海拔范围为3100至820米。该物种的模式产地在新疆。